# Oberonioides
Oberonioides é um género botânico pertencente à família das orquídeas (Orchidaceae).